# Bombardamento in picchiata

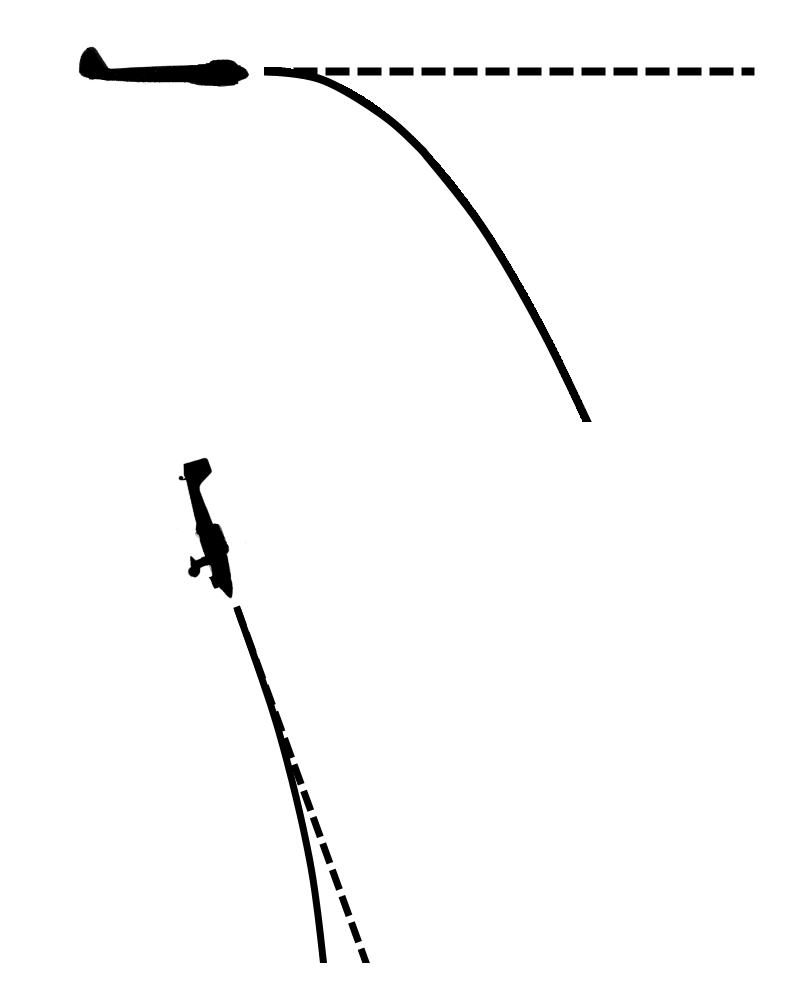
Schema illustrativo del funzionamento della tecnica del bombardamento in picchiata. La linea tratteggiata rappresenta il prolungamento dell'asse longitudinale del velivolo, cioè la linea di volo, mentre la linea continua rappresenta la traiettoria parabolica lungo cui cade la bomba. Nel caso del bombardamento tradizionale (in alto) il punto di impatto della bomba è influenzato da fattori come la velocità e la quota, che (a meno di disporre di sistemi di puntamento sofisticati) lo rendono in generale impreciso. Nel caso del bombardamento in picchiata (in basso) il punto in cui cade l'ordigno è quasi esattamente di fronte al pilota, che al momento dello sgancio vede il bersaglio in una posizione tanto più vicina al centro del suo mirino quanto più l'angolo della picchiata si avvicina alla verticale. (Dopo aver sganciato la bomba, il pilota esegue una richiamata e si riporta in altitudine). Poiché la caduta della bomba non è influenzata che in misura trascurabile da velocità e quota, il bombardamento in picchiata è in generale molto preciso.

Per bombardamento in picchiata o a tuffo (in inglese dive bombing) si intende una tecnica di bombardamento in cui l'aereo si avvicina al bersaglio in volo orizzontale ad alta quota e poi si tuffa in picchiata: le bombe vengono sganciate durante la picchiata in modo da seguire una traiettoria ad arco di parabola quanto più possibile prossima a un segmento di retta. Subito dopo lo sgancio l'aereo cabra allontanandosi il più velocemente possibile.

## Descrizione
In un bombardamento in volo orizzontale le bombe cadono seguendo una traiettoria a parabola ampiamente curvilinea, e il punto d'impatto dipende dalla velocità e dalla quota dell'aereo al momento dello sgancio. Col bombardamento in picchiata le bombe percorrono solo un breve arco di parabola, tanto più simile ad una linea retta quanto maggiore è l'angolo di discesa. Più l'angolo di picchiata si avvicina alla verticale, più la traiettoria degli ordigni è rettilinea, migliore è la precisione.
Questa tecnica ha lo svantaggio che l'aereo tuffandosi sull'obiettivo è perfettamente visibile e risulta potenzialmente un facile bersaglio per la contraerea, in particolare durante la delicata fase della richiamata che viene compiuta, immediatamente dopo lo sgancio delle bombe, per riportarsi in quota. D'altra parte l'alto angolo di mira richiesto alla contraerea rende il tiro più difficoltoso, difficoltà accresciuta dal fatto che il puntatore vede arrivarsi addosso la minaccia quasi direttamente. Inoltre, se è vero che l'aereo è un bersaglio più agevole durante la cabrata, è anche vero che in questo momento la bomba è già stata sganciata ed è in arrivo sul bersaglio e sulla contraerea. 
Quando l'aereo inizia la cabrata l'equipaggio subisce una forte accelerazione in direzione testa-piedi: prima dell'introduzione delle tute anti-G questo portava ad un calo della pressione del sangue al cervello che poteva causare una momentanea perdita della vista (detta visione nera) o anche uno svenimento, entrambi molto pericolosi nel caso del pilota. Per ovviare a questo problema si introdusse in alcuni casi un sistema automatico di richiamo del velivolo.

### In azione
Alcune prove di bombardamento in picchiata vennero eseguite dalla Royal Air Force durante la prima guerra mondiale, ma gli aerei dell'epoca erano troppo fragili e rischiavano di perdere le ali a causa dell'accelerazione all'inizio della cabrata.
Durante alcune manovre aeronavali negli anni trenta i piloti dell'US Navy si resero conto che colpire una nave in movimento con un bombardamento in volo orizzontale era molto difficile. Con i sistemi di puntamento dell'epoca, ottici ma non elettronici, la precisione del bombardamento in volo orizzontale era limitata. I piloti dell'US Navy decisero di usare la tecnica del bombardamento in picchiata per aumentare la precisione. 
Vennero prodotti aerei dedicati a queste missioni come il Douglas SBD Dauntless ed il Curtiss SB2C Helldiver. Questa tecnica venne ampiamente utilizzata dai piloti dell'US Navy e USMC durante la seconda guerra mondiale e la Guerra di Corea. I bombardieri in picchiata si rivelarono utili sia nel bombardamento tattico che nelle battaglie aeronavali. Anche i piloti della RAF usarono questa tecnica, ad esempio durante l'Operazione Bowler nel 1945. I giapponesi adottarono a loro volta la tecnica e realizzarono l'Aichi D3A per la marina.

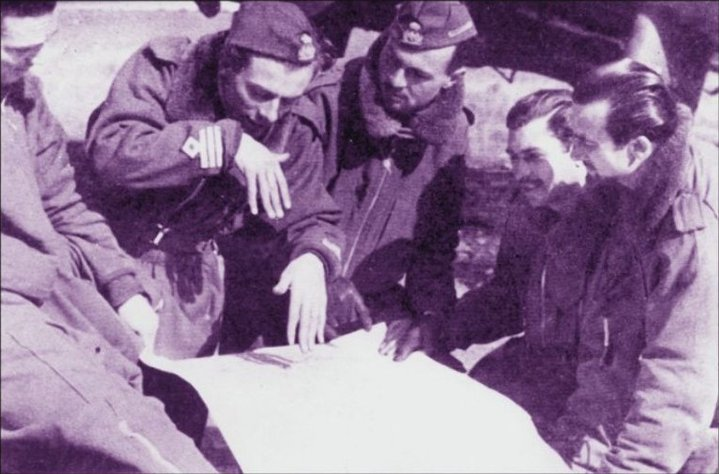
L'asso Giuseppe Cenni mostra la sequenza dei tuffi, con sullo sfondo uno Stuka. (Gennaio 1941, Galatina)

La Luftwaffe impiegò estensivamente la tecnica del bombardamento in picchiata, facendone un elemento essenziale della caratteristica Blitzkrieg tedesca nelle fasi iniziali della seconda guerra mondiale; essa venne applicata al bombardamento tattico poiché era la più efficace contro bersagli relativamente piccoli come ponti, strade, linee ferroviarie o veicoli.
A questo scopo venne prodotto lo Junkers Ju 87 Stuka, dove Stuka è l'abbreviazione di bombardiere in picchiata in tedesco (Sturzkampfflugzeug).
Lo Stuka si rivelò utilissimo nel bombardamento tattico ovunque venne impiegato durante la guerra.
Gli Stuka vennero usati anche dalla Regia Aeronautica, i piloti li chiamavano abitualmente "Picchiatelli". Il pilota italiano più decorato e abile in questa specialità, fu senza dubbio l'asso Giuseppe Cenni.
Dopo la guerra di Corea il progresso tecnico portò alla diffusione prima dei sistemi di bombardamento elettronico e poi delle bombe guidate; queste innovazioni permettono una grande precisione nel bombardamento anche da alta quota e grande distanza hanno reso obsoleto il bombardamento in picchiata, decisamente più rischioso.